# Taja Brejc
Taja Brejc (r. Vidmar), slovenska galeristka, *29. april 1947 Ljubljana, † 7. marec 2016

## Življenje in delo
Taja Brejc, rojena Vidmar, je na Filozofski fakulteti v Ljubljani končala študij umetnostne zgodovine. Tematika njene diplome je bil slikar Zoran Mušič. Že v študentskih letih se je umetnostna zgodovinarka redno družila s študenti slikarstva in kiparstva. Poročila se s kolegom Tomažem Brejcem. Konec šestdesetih let je bila že angažirana na področju likovne umetnosti, poznavalka konceptualne umetnosti, navdušena nad idejo o galerijski dejavnosti, zlasti predstavljanju sodobne ustvarjalnosti.
Ob ustanovitvi društva ŠKUC je postala prva voditeljica galerijsko-likovne sekcije. V okviru društva je leta 1979 dosegla odprtje Galerije ŠKUC. V njej je premierno predstavila konceptualno skupino OHO, ki je bila do tedaj bolj neznana in prezrta. 
Takoj, ko je zakonodaja omogočila ustanavljanje trajnih delovnih skupnosti, je začela s somišljeniki pripravljati potrebno pisno gradivo programov in prošenj za ustanovitev galerije. Po veliko sestankih s pristojnimi institucijami, jim je že leta 1982 uspelo ustanoviti trajno delovno skupnost Equrna, sedanjo Galerijo Equrna. Nato se je nadaljevalo mukotrpno delo za pridobitev ustreznih razstavnih prostorov, ki so jih dobili v jedru Ljubljane leta 1984. 
Taja Brejc je galerijo vodila več kot trideset let, vse dokler je ni neozdravljiva bolezen onemogočila. Bila je izredno učinkovita in prodorna. Razvila se je v izvrstno galeristko. Uspelo ji je uveljavljati prihajajoče nove generacije umetnikov, uspešno prodajati njihova dela in jih tudi mednarodno predstavljati. V takratni Sloveniji in Jugoslaviji je v tem pogledu orala ledino. Organizirala je nešteto samostojnih in skupinskih razstav najpomembnejših sodobnih slovenskih likovnih ustvarjalcev. Svoje celotno življenje je posvetila galerijski dejavnosti. V slovenskem prostoru je postala legenda. 